# Dobrjanka
Dobrjanka (russisch Добрянка) ist eine Stadt in der Region Perm (Russland) mit 33.686 Einwohnern (Stand 14. Oktober 2010).

## Geografie
Die Stadt liegt an der Westflanke des Mittleren Urals etwa 60 km nördlich der Regionshauptstadt Perm am linken Ufer der hier zum Kamastausee aufgestauten Kama, nahe der Mündung des gleichnamigen Flüsschens Dobrjanka.
Dobrjanka ist der Region administrativ direkt unterstellt. Der Stadt sind die Siedlung städtischen Typs Polasna (13.201 Einwohner) und 112 Dörfer mit zusammen 12.478 Einwohnern unterstellt, sodass die Gesamtbevölkerung der administrativen Einheit Stadt Dobrjanka 61.433 beträgt (Berechnung 2009).
Die Stadt liegt an der Eisenbahnstrecke Perm–Kisel.

## Geschichte
Dobrjanka wurde erstmals 1623 erwähnt. 1752 wurde hier durch die Familie Stroganow ein Kupfer- und Eisenwerk errichtet, um welches eine Arbeitersiedlung entstand, die 1943 das Stadtrecht erhielt.
Nach Fertigstellung des Kamastaudamms 1956 wurden das Werk und ein Teil der Stadt überflutet.

### Bevölkerungsentwicklung
| Jahr | Einwohner |
| ---- | --------- |
| 1939 | 10.214    |
| 1959 | 15.515    |
| 1970 | 18.349    |
| 1979 | 22.229    |
| 1989 | 35.317    |
| 2002 | 36.436    |
| 2010 | 33.686    |

Anmerkung: Volkszählungsdaten

## Kultur und Sehenswürdigkeiten
Im nicht vom Kamastausee überfluteten Teil der Stadt sind einige Gebäude aus dem 19. Jahrhundert erhalten geblieben, so die Kirche des Heiligen Mitrofan von 1836, eine Schule von 1845 und die Alexander-Newski-Kapelle von 1893.
Seit 1967 existiert ein Heimatmuseum.

## Wirtschaft
Wichtigstes Unternehmen der Stadt ist das ab 1976 errichtete Permer Wärmekraftwerk (Permskaja GRES) nordwestlich der Stadt, das heute zum Energieversorger OGK-1 gehört. Eine bedeutende Rolle spielen die Holzwirtschaft und -verarbeitung sowie die Bauwirtschaft.